# Bodenseeuferlandschaft östlich Friedrichshafen
Bodenseeuferlandschaft östlich Friedrichshafen este o arie protejată (arie specială de conservare — SAC, sit de importanță comunitară — SCI) din Germania întinsă pe o suprafață de 1.323,81 ha, integral pe uscat.

## Localizare
Centrul sitului Bodenseeuferlandschaft östlich Friedrichshafen este situat la coordonatele 47°37′19″N 9°32′16″E / 47.6219°N 9.5378°E.

## Înființare
Situl Bodenseeuferlandschaft östlich Friedrichshafen a fost declarat sit de importanță comunitară în ianuarie 2005 pentru a proteja 2 specii de plante și 9 specii de animale. Situl a fost protejat și ca arie specială de conservare în ianuarie 2019.

## Biodiversitate
Situată în ecoregiunea continentală, aria protejată conține 9 habitate naturale: Ape puternic oligomezotrofe cu vegetație bentonică cu Chara spp., Lacuri eutrofice naturale cu vegetație de tip Magnopotamion sau Hydrocharition, Râuri cu maluri nămoloase cu vegetație de Chenopodion rubri p.p. și Bidention p.p., Pajiști cu Molinia pe soluri calcaroase, turboase sau argilos-nămoloase (Molinion caeruleae), Liziere de ierburi înalte hidrofile de câmpie și de nivel montan până la alpin, Mlaștini calcaroase cu Cladium mariscus și specii de Caricion davallianae, Mlaștini alcaline, Păduri aluvionare cu Alnus glutinosa și Fraxinus excelsior (Alno-Padion, Alnion incanae, Salicion albae), Păduri mixte riverane de Quercus robur, Ulmus laevis și Ulmus minor, Fraxinus excelsior sau Fraxinus angustifolia, de-a lungul marilor râuri (Ulmenion minoris).
La baza desemnării sitului se află mai multe specii protejate:
- plante (2): Hamatocaulis vernicosus, Orthotrichum rogeri
- amfibieni (1): izvoraș-cu-burta-galbenă (Bombina variegata)
- mamifere (2): liliac cu urechi mari (Myotis bechsteinii), liliac comun (Myotis myotis)
- nevertebrate (4): rădașcă (Lucanus cervus), phengaris nausithous (Maculinea nausithous), Maculinea teleius, Vertigo moulinsiana
- pești (2): boarță (Rhodeus amarus), clean dungat (Telestes souffia)